# عبد الله أحمد غانم
عبد الله أحمد غانم سياسي يمني، عضو مجلس الشورى ووزير سابق.

## حياته
- من مواليد مدينة الشيخ عثمان محافظة عدن في 20 أغسطس 1947.
- تلقى دراسته في التعليم العام في عدن، ثم درس الثانوية في القاهرة والتحق بجامعة القاهرة لدراسة القانون وتخرج منها عام 1968.

## المناصب التي تقلدها
- بعد عودته من القاهرة تعين وكيلاً لوزارة العدل ثم وزيراً للعدل في اليمن الجنوبي سابقاً من 1973 وحتى 1978م ثم عضو هيئة رئاسة مجلس الشعب الأعلى وسكرتير هيئة رئاسة مجلس الشعب الأعلى عام 1978.
- شغل منصب وزير الدولة لشؤون مجلس الوزراء ومسؤولًا عن شؤون الوحدة اليمنية ورئيسا للجنة الدستورية المشتركة خلال الفترة 1982 وحتى 1985م،
- نزح إلى صنعاء بعد أحداث 13 يناير 1986 الدامية في عدن، حيث كان من الفصيل المحسوب على رئيس اليمن الجنوبي آنذاك علي ناصر محمد.
- بعد قيام الوحدة اليمنية تعين في المجلس الاستشاري ثم لفترة قصيرة وزيراً للعدل ثم شغل منصب وزير الشؤون القانونية في أكثر من حكومة من 1997-2003.
- تعين عضواً في مجلس الشورى عام 2003 بعد خروجه من حكومة باجمَال الثانية.
- عضو اللجنة العامة ورئيس الدائرة السياسية للمؤتمر الشعبي العام.